# Dramatično društvo

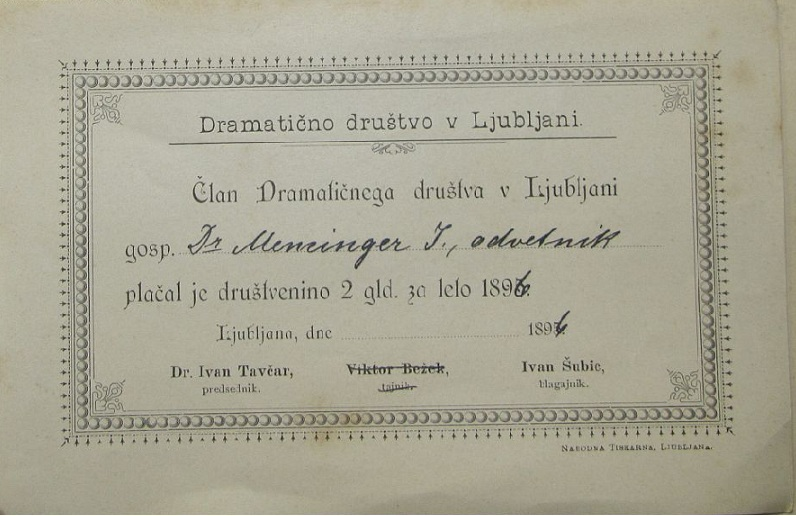
Stvrzenka spisovatele Janeza Mencingera o zaplacení příspěvku Dramatičnega društva v Lublani

Dramatično društvo v Ljubljani, česky Divadelní společnost v Lublani, byla první divadelní organizace ve Slovinsku, která působila v letech 1867 až 1920. Jejím cílem bylo vybudování profesionální divadelní (operní) scény.

## Historie
V polovině 19. století narůstaly mezi Slovinci snahy a vytvoření divadla založeného na vlastní národní tvorbě. Tyto ambiciózní záměry přesáhly možnosti lublaňské čitalnice (Národní knihovny), která do té doby sdružovala slovinskou inteligenci ve městě.
Proto bylo v roce 1867 založeno Dramatično društvo se sídlem v Lublani, které si ve svých stanovách uložilo práci na vybudování Zemského divadla a odpovídajícího hereckého a pěveckého souboru.
K dosažení takového cíle bylo především zapotřebí vytvořit dobrý orchestr a zajistit školené operní pěvce. Sborový zpěv byl v čitalnici již delší dobu pěstován na velmi dobré úrovni. Družstvo proto založilo pěveckou školu, která zakrátko měla dobré výsledky. Orchestrální doprovod zpočátku zajišťovaly najímané vojenské kapely. Prvním hudebním ředitelem divadelních produkcí se stal Anton Foerster, skladatel a varhaník české národnosti. Nejprve byly na koncertech uváděny ukázky z operet Jacquese Offenbacha, Gaetana Donicetiho, postupně se repertoár rozšířil o operní árie. Na jaře roku 1871 už vzniklý soubor provedl hlavní scény z Verdiho Trubadúra.
Od roku 1892 působilo Dramatično društvo v nových prostorách Lublaňské opery, kterou svou činností pomohlo vybudovat.